# C.L. Moore
C.L. Moore, właśc. Catherine Lucille Moore (ur. 24 stycznia 1911, zm. 4 kwietnia 1987) – amerykańska pisarka science fiction i fantasy, żona pisarza Henry’ego Kuttnera. Pisała pod wieloma pseudonimami, najpopularniejszy to C.L. Moore.

## Życiorys
Urodzona w 1911 w Indianapolis. Pierwszy kontakt ze science fiction miała w 1930 za sprawą czasopisma Amazing Stories. Zadebiutowała w 1933 opowiadaniem Shambleau wydrukowanym w listopadowym numerze Weird Tales. Historia spodobała się czytelnikom, w związku z czym w latach 30. Weird Tales wydrukował jeszcze 14 prac pisarki. W 1940 Moore wyszła za mąż za pisarza Henry’ego Kuttnera. Od tego momentu małżeństwo zaczęło tworzyć wspólne opowiadania. Kuttner i Moore tworzyli pod 17 różnymi pseudonimami, z których najbardziej znane to Lewis Padgett i Keith Hammond.
W 1956 Moore zakończyła edukację w Uniwersytecie Południowej Kalifornii. W tym czasie byli już wraz z mężem znanymi pisarzami, tworzyli także scenariusze dla radia i telewizji. Po śmierci Kuttnera w 1958 Moore zakończyła karierę pisarki science fiction. Pracowała pisząc scenariusze do seriali Maverick i 77 Sunset Strip. Tworzyła także powieści kryminalne. W 1963 powtórnie wyszła za mąż, za Thomasa Reggiego i przeniosła się do Hollywood, gdzie w 1987 zmarła.

## Utwory
Prace samodzielne
Moore napisała samodzielnie 36 opowiadań i jedną powieść. Opowiadania drukowane były w czasopismach, poniżej przedstawione są wydane samodzielnie zbiory jej prac.
- 1952 Judgment Night zbiór 5 opowiadań
- 1953 Shambleau and Others, zbiór 7 opowiadań
- 1954 Northwest of Earth, zbiór 7 opowiadań
- 1957 Doomsday Morning, powieść science fiction
- 1958 Shambleau, zbiór 3 opowiadań
- 1969 Jirel of Joiry, zbiór 5 opowiadań
- 1975 The Best of C.L. Moore, zbiór 10 opowiadań
- 1981 Scarlet Dream, zbiór 10 opowiadań

Wspólne z Kuttnerem
Zbiory opowiadań:
- 1955 No Boundaries
- 1980  Clash by Night

Powieści:
- 1943 Earth’s Last Citadel
- 1948 The Mask of Circe

Inne
- Vintage Season (z Henrym Kuttnerem, jako "Lawrence O’Donnell"; 1946) – opowiadanie sfilmowane w 1992 pod tytułem Timescape[1]

## Nagrody
- 1981 – World Fantasy Award for Lifetime Achievement
- 1981 – World SF Convention Guest of Honor
- 1998 – dołączona do Science Fiction and Fantasy Hall of Fame